# Вода (міфологія)
Вода — з найдавніших часів вода вважалася джерелом всякого життя: Гесіод та Фалес, одні з перших грецьких філософів, навчали, що вода — первісний елемент, з якого витворені всі речі, і з якого вони переважно й складаються.
Двадцять другого березня світова спільнота у черговий раз відзначатиме Всесвітній день води, проголошення якого Генеральна Асамблея ООН ухвалили в грудні 1992 року.

## Україна та інші слов'янські культури

### Давній культ води
Деякі сліди поглядів трапляються і в наш час. Так, у Галичині можна почути вираз: «Вода — наша мама» на означення, що вода джерело всякого життя (І. Франко «Приповідки», І, в. II. ст. 246).
Важливість води в явищах світу, її вплив на плідність землі, таємна природа її походження чи то з неба, чи то з надрів землі мусіли впливати на уяву первісної людини та викликати побожне наставлення до неї та шану, змішану з вдячністю, що виливалися в культі. Вода вважалася святою, і річки, озера, криниці, різні джерела спершу обожувалися безпосередньо, а потім посередньо в образах антропоморфних істот, що їх заселювали.
І в нашого народу залишилося чимало слідів давнього культу води. Дійшло до нас кілька уривчастих відомостей про те, що по озерах, річках і криницях наші пращур приносили колись жертви. У давньому слові проти язичництва засвідчувалося, що культове шанування води полягало в бенкетах коло неї: «Над істочники свіщи вжигающее і кумірскую жертву їдять…»
Крім того, над водою відбувалися грища, під час яких не тільки умикали дівчат, але й обливали одні одних водою та кидали в воду. Так, в одній з пізніших переробок Густинського літопису читаємо: «Нікоториї криницем, озерам за обфитость урожаю приносили, а часом на офіру й людей топили, що й тепер по нікоторих сторонах безрозумнії чинять под час знаменитого празника Воскресенія Христова: зобравшися молодії обоєго полу, і взявши человіка, вкидають у воду, і трафляється за спорядженим тих богов, то єсть бісов, иж вкинений в воду албо о дерево, албо о камінь розбивається, албо утопаєть…»
Ясно, що тут справа йде не про якусь навмисну людську жертву, як думав автор літопису, а про український великодній звичай обливання, при якому, може бути, що й траплялися нещастя, але не навмисне.

#### Освячення води вогнем та ритуальне використання
Вода ще й тепер уважається в народі святою, — але — не всяка вода: святою вважається тільки «непочата» вода, себто не занечищена якимсь дотиком, або освячена спеціальним, магічним дохристиянським, або християнським обрядом.
В наших обрядових піснях вимагалося, щоб воду для ритуального вжитку брано невідмінно з трьох, або семи (святі числа) криниць. На свято Введення, ще до недавна святили воду зовсім нехристиянським способом: брали воду в такому місці, де сходяться три води, проливали потім ту воду через полум'я, підставляючи миску — така вода вважалася особливо чудодійною супроти хвороб і уроків (М. Грушевський «Іст. укр. літ.» І, ст. 145)
У гуцулів, як купають дитину, то на купіль вода мусить бути взята при сонці, у вечір до захід сонця, бо як нема сонця, то вода нечиста, і може це дитині зашкодити. Як несуть воду на купіль, не можна ні з ким говорити. Як принесеться воду в хату, то має бути вогонь у печі, і кидають тоді один вуглик жару у воду, щоб вода відгасилася. Тоді кажуть: «Благословіть воду!» — хатні відповідають: «Вже благословенна вогнем, нам її й Бог благословить!» («Мат. до Укр. Етн.» XVIII. ст. 116).
Освячення води вогнем відоме нам із класичної давнини, — адже в усіх давніх місцях культу в Греції та в Римі знаходилася при вході посудина з люстральною, себто очисною водою, яку вживалося для ритуальних обмивань, і в яку перед цим пориналося головню, взяту з вівтаря.

#### Освячена вода
Див. також Агіасма
Цю давню люстральну воду язичницьких святинь заступила при папі Олександрі І в католицьких церквах свячена (себто освячена за християнським ритуалом) вода, якої боїться нечиста сила: «Боїться, як чорт свяченої води» (Франко, І. 113). Міру віри в силу свяченої води дає друга приповідка: «Ідуть, як по свячену воду», себто, усі без виїмку. (Ів. Франко, І, ст. 247).
Особливу вагу надається воді, освяченій на Водохрищі. Цю воду тримають у хаті ввесь рік, уживаючи її проти найріжнородніших хвороб. Принісши її з річки, кроплять нею всю господу й худобу. Кроплять свяченою водою й самих себе, якщо збираються кудись у дорогу, на ярмарок тощо. Літом кроплять бджоли, щоб велися (Зап. Юго-Зап. Одт. 1874, II. ст 353).
На Полтавщині йорданською водою вмиваються дівчата, зараз же по водосвятті де вода святиться (Мат. У. етн. НТШ XVIII. ст. 166).
З інших «свячених» вод згадаємо ще воду, якою в день Нового Року миють на Буковині посуд, — її теж зберігають у пляшках і кроплять нею бджіл, коли вони хотять «тікати» (Зап. Ю-Зап. Отд. 1874, II, ст. 354).
Як «свята» вода виступає символом правди: «Кільки в решеті водиці, стільки в милої правдиці». (Головацький, IV, 187; Чубинський, III, 162).

### Символічне значення води в народній творчості, та обряди пов'язані із водою

#### Весільні обряди на воді
Найчастіше вода виступає, як символ парування, розмножування. Ми вже згадували про звичай вмиватися йорданською водою. Але вмиваються не тільки дівчата, а й хлопці: «…Всі дівки й парубки ідуть після обіда на Йордан і умиваються там свяченою водою, парубки дівок, а дівки парубків. Тепер, те все якось стало виводитись, а раніше то було обов'язкове. Тим паче, як котра дівка має собі парубка, то вона заздатегідь підмовить, щоб, як прийде на хрищення, то щоб на Йордані вмитися вдвох, вона його а він її, це, мабуть, чи не на те, щоб побратися, бо та вода, кажуть, така зводна, що як тільки вони вмиють одно одного то обов'язково поберуться. Але, здається, це вигадки, бо не завше так удається те все…» (З Полтавщини 1917 р. Мат. Укр. Етн. XVIII, 166).
Обряд спільното вмивання спостерігався в деяких місцевостях України, як останній акт весілля, після «комори», і перед виводом, а іноді замість виводу, коли нема близько церкви. Тоді йшли виконувати обряд до криниці, ставили молодих перед нею і покривали їм голови рушником. Не скидаючи рушника, вони мусіли умитися, втертися тим самим рушником і тоді вже верталися додому.
У лемків, молоді, умившись разом у річці кидали в неї гроші. Молода мусіла втиратися сорочкою чоловіка, а він — її сорочкою. Потім молодий брав молоду за руку і водив її по воді. Нарешті, молода набирала води, і всі верталися додому. «Стародавність цього звичаю, — писав проф. Потебня. — безперечна. Існування його наприкінці XII ст. засвідчено документально, якщо вважати, що слова в кінці „Правил митрополита Кирила“ — „Ми чули, що в околицях Новгороду ведуть молодих до води і ми забороняємо це“ — не є пізнішою вставкою» (Хв. Вовк «Студії..» ст. 308).
Деінде, молода після комори йде по воду до криниці і тут водою, нею набраною, свахи і бояри обливають одне одною. Потім молода набирає вдруге, і старший боярин веде її з цією водою за хустку до хати молодого (Мат. Укр. Етн. XIX, ст. 73). На Бойківщині молодята разом із старшими чоловіками й жінками бродять водою; теща тричі обводить невістку у воді, потім невістка набирає води і кропить нею своє нове обістя, а баби співають:
```
Кропи,  невістко, кропи!
Де крапля води впаде,
Там  стато волів стане..  
(Мат. Укр. Етн, XIX. ст. 29).
```

У зв'язку з цим умиванням у криниці стоїть, кажуть, порада молодій не журитись своєю долею, а — «умитися у криниці й помолитися Богові»" або й така пропозиція:
```
Єсть у мене криниця коло, перелазу.
То  вмиємось,  милесенький, обоє разом.. 
(Чубинський,  119).
```

#### Парування, родючість
Розглядаючи всі ці обряди з водою, проф. М. Грушевський писав: «Вода, цей символ розмноження і парування, супроводить всі стадії того парування, почавши від новорічного, теперішнього йорданського поливання закоханих пар і великоднього обливання, та літніх грищ, коло води, і весільного кроплення водою молодих при вступі до нового двору, і обрядового умивання або купання після комори, перед вступом у супруже життя, що сильно виглядає на форму старого заключування подружжя при воді..» (Іст. укр. літ.", І 140).
Даремно було б заглиблюватися у питання, — писав він далі, — що саме мало першенство в розвою цієї символіки парування: чи та обставина, що парування відбувалося при воді, куди сходилась молодь, стрічалась, знайомилась, хапала дівчат, які виходили по воду і т.ін., Чи навпаки: значення води в магічній обрядовості, з яких вона ввійшла в усякі церемонії, зв'язане з ідеєю прокреації, парування й подружнього щастя: «Річ очевидна, що ці ідеї стали сплітатися в таких ранніх стадіях культури і соціального життя, що до них наша літературна аналіза не може й сягнути. Ми можемо тільки вказати на паралелізм таких поетичних мотивів залицяння, як напування водою, як перевіз через річку, рятування з води потопаючої дівчини, або якихось її уборів, вінка, дорогоцінностей, що впали до води, і т. д. — з обрядом умикання при воді, спільним1 умиванням при зав'язуванні подружжя, купанням, обливанням водою і т. д. Брести через воду — віддаватися, перенести дівчину через ваду — посватати, зловити вінець дівчини — оженитися, переплисти — одружитися, утопитися — не одружитися. Такі й подібна літературні символи, в величезнім багатстві розсипані в наших піснях й інших слов'янських народів, мають під собою щось реальніше, ніж просто символіку, або церемоніальні форми. В кожнім разі лежать тут і певні ритуальні акти, які дійсно практикувалися, як форми парування на старих сходинах і грищах…» (ів: ст. 264).

#### Чистота, чесність
Вода все була натуральним символом чистоти. Геродот оповідав, що, коли Кір ішов походом на Вавилон, один із його білих коней, при переході через Гандес, утонув у річці. Кір, обурений на річку, загрозив, що він зробить її такою маленькою що потім навіть жінки зможуть переходити через неї, не замочивши собі колін. Він перервав похід і протягом всього літа відводив воду, розбивши річку на 360 каналів. Факт відводу річки, після того, як у ній втопився кінь, можна з'ясувати наказами Зенд Авести. Певно, що Кір не міг знати такої Авести, яку ми тепер знаємо, але так само певно, що Авеста скодифікувала тільки правила та закони, що віддавна вже жили серед персів. Отже, Вендидад карає смертю того, хто кидає труп у воду. Агура Мазда наказував своїм вірним, коли вони побачать труп у воді, негайно витягти його на суходіл, бо від трупа вода робиться нечистою, і її не можна пили. Витягши труп, треба ще й черпати воду, щоб вилити її на половину, чи на третину, чи на п'яту частину, наскільки можливо. Отже Кір, відводячи річку, тільки корився релігійним, приписам. Геродот не знав цих приписів маздеїзму і приписав учинок Кіра, — мабуть, перебільшений, але ймовірно правдивий, — самодурству східного тирана, що хотів так помститися на річці.
У нас теж вважали воду чистою і забороняли в неї плювати тощо. Вважали її навіть такою чистою, що вона відмовляється приймати в себе щось нечисте. На цьому віруванні побудованої було між іншим т. зв. пробу водою, яку описав й в XIII ст. Серапіон, київський чернець, а потім єпископ суздальський. З його опису обвинуваченого видно, що обвинуваченого в злочині кидали в воду, і якщо він топився, то його вважали невинним, а коли залишався на поверхні, то був винен. Цей самий спосіб проби водою затримався у нас аж до кінця XVIII ст. і вживався в процесах проти чарівниць та відьом.
На цьому ж віруванні збудовано й прокляття: «Вода б його не протанула!», себто щоб його, як великого злочинця, і вода до себе не прийняла (Франко «Приповідки», I, ст. 245).
Але з другого боку: «На чистій воді не жаль і тонути», — себто, за чисте, гарне діло можна й голову покласти, бо честь залишиться (ів. с. 247).
Пригадаємо також протиставлення води, як символу чистоти в цьому випадку — моральної, болоту: «Не сміється вода з болота, лише болото з води».
Сама чиста, вода робиться й магічним засобом для очищення людей, і то не тільки фізичного, а й морального. Ми вже бачили, що в різних обрядах святу воду вживається чи то для окроплення, чи то для обливання й умивання. Обливаючись водою на св. Івана, на Гуцульщині примовляли: «Добридень, водичко — ярданичко, найстарша царичко! обливаєш гори, коріння, облий і мене народжену, хрищену, від усякої мерзи, від погуби, аби я така була чесна й велична, як весна. Абих була така красна, як зоря ясна! Як радуються цій весні, так аби ся мені радували. Аби була сита, як осінь, а багата як земля..» (Шухевич «Гуцульщина» IV, ст. 262).

#### Здоров'я
Вода була у нас символом здоров'я. Батько, благословляючи молоду, вживав звичайно формулу: «Будь здорова, як вода, будь весела, як весна, будь багата, як осінь, будь родюча, як земля..»
На родинах баба, вклоняючись усім і випиваючи, говорила: «Посилай же, Боже матері здоровля, а новорожденому, щоб був багатий, як вода, а дужий, як земля ..» (Мат. Укр. Етн. VIII, 179).
«Коли сниться чиста вода, то це значить здоровля (або радість, або добра новина)» (Франко, III, 136).

#### Рух, змінність
Вода — вживається й як символ руху: «Бодай-сь не мав пристановиска, як та вода!» (ів. 244). «Так, як тота вода не має місця, так я йду та й іду світами» (ів. 249).

### Небезпека
Символ небезпеки: «Не вір воді, не втопишся!» «Не лізь у воду, не знаючи броду!» Особливо небезпечна бистра вода, відти й вираз «пустився на бистру воду», себто пішов на якесь непевне, ризиковне, діло.
В світлі цього символу набирає ясного смислу інакше незрозуміла пісня:
```
Ой, ти, вербо кудрявая, хто тобі кудрі повив ?
Повила мене суха лоза, бистра вода,
Що хвилю б'є.
Кажуть люди — мій муж не п'є:
Як світає — до коршми йде,
Як смеркає — з коршми йде.
 (Чубинський   III, 117)
```

І тут «бистра вода» — ризиковна справа, на яку пішла дівчина, віддавшись за п'яницю. Верба — поширений символ жінки.

#### Завзятість
Символ завзятості: «Яка вода м'яка, а камінь зглодже» — якщо буде його постійно, завзято довбати. Сюди ж відносяться і вирази: «Тиха вода береги ломить, а бистра тамує», або «Тиха вода береги лупає, а бистра йде та й перейде» — себто тихий та завзятий, впертий чоловік, розсердившись, може накоїти більше лиха аніж запалький, гарячий, що швидко вибухає, але й швидко відходить.

#### Інше
Символ пожиточности: «Без води й борщу не звариш.»
Символ часу: «Іде, як вода по каменю» — так говорять про час, або про людський вік, то упливає і назад ніколи не вертається. «Ще багато води упливе, доки те буде». «Вчорашньої води не доженеш» — не завернеш того, що минуло. «Час, як вода, сам наперед іде» (Франко. III, ст.302).
Каламутна вода — символ смутку, якоїсь неприємності: «Каламутна вода сниться, то якась напасть, обмова» (Франко, III, с. 247). І в пісні співається:
```
Купалась мене,  моя мамко,
в каламутній воді,
Не далась мені, моя мамко,
ні шастя, ні долі.
(Зап. Ю.-Зап. Отд.  
1874
,  II, 474).
```

Як символ парування, залицяння, кохання, вода часто конкретизується, символізуючи дівчину, чи жінку. Так, в піснях, вода, шо гасить спрагу — це кохана, що задовольняє спрагу любови:
```
Ой, дівчино, дівчинонько, така-сь мі
                            миленька,
Як у літі на нивоньці вода студененька. 
Як у літі на нивоньці води ся напити, 
Так з тобою постояти та й поговорити
(Головацький, II. 743).
```

Відповідно до цього: «Вода чиста» — дівчина мила (Гол. ІТ, 2891).
«Вода нечиста» — дівка невірна (Головацький II, 411, 620).
«Вола каламутна» — дівка баламутна (Гол. І, 268).
```
Межи двома берегами вода каламутна, 
Межи двома берегами рибка баламутна. 
Пане-брате, пане брате, будемо ся
                              бити,
Бо білявка кого схоче, то буде любити. 
(Головацький, III 441)
```

## Інші культури світу
Див. List of water deities
- Святе джерело

### Китай
Символізму води присвячено особливе місце у даосизмі, зокрема у трактаті «Ґуань-цзи», гл. «Вода і земля» 水地. Роблячи фізиологічне та географічне узагальнення, трактат визнає «Людина — то вода» 人，水也.